# Cantharellus parviluteus
Cantharellus parviluteus är en svampart som beskrevs av Fernández Sas., Pérez-De-Greg. & Eyssart. 2004. Cantharellus parviluteus ingår i släktet Cantharellus och familjen kantareller.   Inga underarter finns listade i Catalogue of Life.